# Me, Myself & Irene
Me, Myself & Irene (en España, Yo, yo mismo e Irene; en Hispanoamérica, Irene, yo y mi otro yo) es una comedia estadounidense dirigida por Peter y Bobby Farrelly del año 2000, protagonizada por Jim Carrey y Renée Zellweger.

## Sinopsis
Charlie Baileygates (Jim Carrey) es agente de la policía de Rhode Island, siempre atento y servicial con su prójimo. Sin embargo, su amabilidad en extremo lo pone en situaciones vergonzosas y hasta humillantes. Todo esto empeoró cuando en su luna de miel, su esposa Layla (Traylor Howard) tiene un cruce de miradas con el chofer de limusina (Tony Cox) lo que derivó en el divorcio de ella y Charlie para irse con él; y deja a sus tres hijos (que eran de Layla y el chofer) a su cargo.
Años después, Charlie continúa con su vida a lado de sus tres hijos, quienes ya eran mayores de edad; pero la gente de la ciudad sigue abusando de su buena voluntad y gentileza a tal grado que, tiene un arranque nervioso e iracundo que hace que adopte una personalidad opuesta a lo que es, causando estragos en la ciudad y sobre todo con los que se aprovecharon de él. Los médicos determinan que se trata de Esquizofrenia alucinatoria con ira narcisista involuntaria, y tiene por otro yo a Hank Evans, un hombre arrogante, grosero y tosco que a través de sus acciones, saca las frustraciones de Charlie. Y aunque existe un tratamiento médico con este padecimiento, el jefe de la policía de Rhode Island decide dar de baja a Charlie una vez que cumpla con todos sus pendientes, esto para proteger la imagen de la institución.
Como misión final, Charlie es asignado para escoltar hasta Massena (Nueva York) a Irene Waters (Renée Zellweger), una mujer que es acusada por atropellar a un transeúnte en dicho lugar. Al llegar a Massena, Irene es interrogada por oficiales de la EPA, quienes le revelan que el exnovio de ella Dickie Thurman (Daniel Greene) está involucrado con asuntos ilegales dentro de su empresa por lo que, buscan saber mayor información al respecto, por lo que la infracción de Irene en realidad, era una excusa para perjudicarla. Mientras ella estaba en el baño, los oficiales son asesinados por un matón el cual, busca eliminar a Irene para no revelar ningún dato sobre Dickie, pero ésta se esconde en el baño.
Inmediatamente, busca a Charlie (quien se había alojado cerca) para hacerle saber que buscan matarla por lo que pide protección. Con esto, Charlie e Irene emprenden la huida en su motocicleta oficial, pero con el detalle de que había olvidado su medicamento para su tratamiento. Inicialmente, Charlie lo reporta con un oficial de la policía de Nueva York, pero éste era cómplice de Dickie por lo que noquea a Charlie para luego matar a Irene, pero Charlie adopta su otra personalidad Hank y busca golpear al oficial pero Irene termina derribándolo con un casco. En su intento de salvar sus vidas, Irene conoce el lío de Charlie y su doble personalidad; todo esto a causa de los constantes problemas en los que se mete, y cómo las emociones fuertes hacen que Charlie cambie a Hank. Al mismo tiempo, los hijos de Charly: Lee Harvey (Mongo Brownlee), Jamaal (Anthony Anderson) y Shonté Jr. (Jerod Mixon) son citados por la policía para ubicar el paradero de Irene a través de Charlie.
Durante su regreso a Rhode Island, Charlie e Irene empiezan a conocerse mejor con respecto a sus vidas privadas e íntimas, pero cuando Hank aparece, todo empieza a salir mal, al grado de meterse en pleitos ocasionados por este último. En una parada a una cafetería, ambos conocen a Whitey (Michael Bowman) (Blanquito en Hispanoamérica), un mesero albino que es algo tímido pero también extraño. Gracias a Whitey, ambos logran mantenerse bien en cualquier sitio. Al anochecer, los tres se hospedaron en un motel donde Charlie y Whitey compartían habitación mientras que Irene se quedó sola en otra habitación. Debido a un discurso bizarro y perturbador, Charlie le pide a Irene quedarse en su habitación, a lo que ésta accede. Después de algunas copas y anécdotas, Charlie e Irene terminan juntos en la habitación.
A la mañana siguiente, Charlie se asusta al saber que Irene tuvo intimidad con Hank (esto debido a que en un arranque nervioso por la noche anterior, Hank apareció para causar problemas y había engañado a Irene haciéndose pasar como Charlie). Para colmo de ellos, la policía de Nueva York realizaba una emboscada en el motel donde se encontraban alojados, pero gracias a una llamada falsa provocada por los hijos de Charlie, los agentes deciden ir hacia la ruta indicada. En realidad, Lee Harvey, Jamaal y Shonté Jr. habían sido echados de la investigación policiaca y enviados a casa, pero esposan al escolta contra un auto y lo usan para ejecutar la llamada falsa, por lo que secuestran un helicóptero de la policía para rescatar a su padre. Al enterarse de la llamada falsa, la policía regresa al motel para investigar pero Charlie e Irene ya se habían ido hacia Rhode Island, por lo que los agentes de la policía de Nueva York optan por dejar que Dickie se haga cargo del problema, ya que eran sus cómplices.
Mientras esperaban en la estación del tren, Charlie sigue molesto por lo que Hank quiso hacer con Irene por lo que, termina confesándole que siente algo por ella; a lo que Irene corresponde a su sentir, y se abrazan. Estando en un vagón del tren, aparece Dickie para matarlos pero Irene logra noquearlo. De repente, Charlie tiene una crisis con Hank de forma física, al grado de infringirse daños a sí mismo. Asimismo, los agentes regresan para encontrar a Irene y matarla, pero ésta huye en el tren, pero Charlie y Hank siguen peleando entre sí mientras es perseguido por la policía.
Sorprendentemente, Dickie logra capturar a Irene y la toma de rehén. Al notar el peligro de Irene y el poco desinterés de Hank, Charlie decide enfrentarse a sus temores y Hank desaparece. A razón de esto, Irene es salvada esta vez por Whitey, quien lanzó tranquilizantes contra Dickie. Por simple reacción, Dickie cae junto a Irene hacia el río, por lo que Charlie salta para salvarla, pero finalmente son rescatados por sus hijos, quienes lo hicieron a través del helicóptero. Tras el rescate, el jefe de la policía había sido informado que todos los cómplices de Dickie fueron arrestados, todos los malos entendidos entre Whitey y Charlie fueron aclarados.
Finalmente, Charlie se despide de Irene de forma amigable, pero en su camino a casa, es interceptada por la policía nuevamente bajo un nuevo cargo, lo cual fue un plan para detenerla y que Charlie le declare su amor, esto con ayuda de Whitey y sus hijos.
En la escena poscréditos, Charlie y sus hijos junto a Irene y Whitey buscan el dedo que perdió durante la persecución, Whitey encuentra el dedo, pero un pez se lo come.

## Reparto
| Personaje                        | Actor original (EE. UU.) | Actor de voz (Hispanoamérica) | Actor de voz (España) |
| -------------------------------- | ------------------------ | ----------------------------- | --------------------- |
| Charlie Baileygates / Hank Evans | Jim Carrey               | Mario Castañeda               | Luis Posada           |
| Irene P. Waters                  | Renée Zellweger          | Gabriela Willert              | Ana Pallejà           |
| Jamaal Baileygates               | Anthony Anderson         | Enrique Mederos               | Raúl Llorens          |
| Lee Harvey Baileygates           | Mongo Brownlee           | José Luis Reza                | José Luis Mediavilla  |
| Shonté Jr. Baileygates           | Jerod Mixon              | Ricardo Mendoza               | Claudio Domingo       |
| Teniente Gerke                   | Chris Cooper             |                               | Salvador Vives        |
| Capitán Partington               | Robert Forster           | Alfonso Ramírez               | Camilo García         |
| Dickie Thurman                   | Daniel Greene            | José Gilberto Vilchis         | Ricky Coello          |
| Agente Boshane                   | Richard Jenkins          | Armando Réndiz                | Claudi García         |
| Agente Peterson                  | Zen Gesner               |                               | Sergio Zamora         |
| Whitey / Casper                  | Michael Bowman           | Ernesto Lezama                | Xavier Fernández      |
| Oficial Stubie                   | Mike Cerrone             |                               | Carles Canut          |
| Shonté                           | Tony Cox                 |                               | Pep Sais              |
| Layla Baileygates                | Traylor Howard           | Mónica Villaseñor             | Aurora Ferrándiz      |
| Trooper Finneran                 | Rob Moran                | Óscar Flores                  | Alfonso Vallés        |
| Trooper Maryann                  | Nicki Tyler Flynn        |                               | Toni Avilés           |
| Richard Pryor                    | Richard Pryor            | Paco Mauri                    | Antonio Lara          |
| Jamaal Baileygates, 9 años       | Jeremy Maleek            |                               | Masumi Mutsuda        |
| Agente FBI Steve Parfitt         | Danny Murphy             |                               | Antonio Lara          |
| Sr. Murphy, discapacitado        | Ezra Buzzington          |                               | Antonio Lara          |
| Narrador                         | Rex Allen Jr.            | Marcos Patiño                 | Manolo García         |

## Lanzamientos internacionales
| País                                                                          | Fecha de estreno                   |
| ----------------------------------------------------------------------------- | ---------------------------------- |
| Alemania                                                                      | Jueves 19 de octubre de 2000       |
| Argentina                                                                     | Jueves 14 de septiembre de 2000    |
| Australia                                                                     | Jueves 22 de junio de 2000         |
| Austria                                                                       | Viernes 20 de octubre de 2000      |
| Bélgica                                                                       | Miércoles 12 de julio de 2000      |
| Belice · Costa Rica · El Salvador · Guatemala · Honduras · Nicaragua · Panamá | Viernes 15 de septiembre de 2000   |
| Bolivia                                                                       | Jueves 21 de septiembre de 2000    |
| Brasil                                                                        | Jueves 12 de octubre de 2000       |
| Bulgaria                                                                      | Viernes 10 de noviembre de 2000    |
| Chile                                                                         | Jueves 31 de agosto de 2000        |
| Colombia                                                                      | Viernes 8 de septiembre de 2000    |
| Corea del Sur                                                                 | Sábado 9 de septiembre de 2000     |
| Croacia                                                                       | Jueves 16 de noviembre de 2000     |
| Dinamarca                                                                     | Viernes 14 de julio de 2000        |
| Ecuador                                                                       | Viernes 29 de septiembre de 2000   |
| Egipto                                                                        | Miércoles 27 de septiembre de 2000 |
| EAU                                                                           | Miércoles 30 de agosto de 2000     |
| Eslovenia                                                                     | Jueves 21 de septiembre de 2000    |
| España                                                                        | Viernes 14 de julio de 2000        |
| Estados Unidos · Canadá                                                       | Viernes 23 de junio de 2000        |
| Estonia                                                                       | Viernes 8 de septiembre de 2000    |
| Filipinas                                                                     | Miércoles 20 de septiembre de 2000 |
| Finlandia                                                                     | Viernes 21 de julio de 2000        |
| Francia                                                                       | Miércoles 21 de junio de 2000      |

| País                         | Fecha de estreno                   |
| ---------------------------- | ---------------------------------- |
| Grecia                       | Viernes 25 de agosto de 2000       |
| Hong Kong                    | Jueves 20 de julio de 2000         |
| Hungría                      | Jueves 5 de octubre de 2000        |
| India                        | Viernes 25 de agosto de 2000       |
| Indonesia                    | Miércoles 12 de julio de 2000      |
| Islandia                     | Viernes 30 de junio de 2000        |
| Israel                       | Jueves 20 de julio de 2000         |
| Italia                       | Viernes 8 de septiembre de 2000    |
| Jamaica                      | Miércoles 5 de julio de 2000       |
| Japón                        | Sábado 10 de febrero de 2001       |
| Letonia                      | Viernes 6 de octubre de 2000       |
| Líbano                       | Jueves 31 de agosto de 2000        |
| Lituania                     | Viernes 13 de octubre de 2000      |
| Malasia                      | Jueves 22 de junio de 2000         |
| México                       | Viernes 7 de julio de 2000         |
| Noruega                      | Viernes 21 de julio de 2000        |
| Nueva Zelanda                | Jueves 13 de julio de 2000         |
| Países Bajos                 | Jueves 20 de julio de 2000         |
| Paraguay                     | Viernes 20 de octubre de 2000      |
| Perú                         | Jueves 14 de septiembre de 2000    |
| Polonia                      | Viernes 1 de septiembre de 2000    |
| Portugal                     | Viernes 21 de julio de 2000        |
| Puerto Rico                  | Jueves 29 de junio de 2000         |
| Reino Unido Irlanda          | Viernes 22 de septiembre de 2000   |
| República Checa · Eslovaquia | Jueves 14 de septiembre de 2000    |
| República Dominicana         | Jueves 27 de julio de 2000         |
| Rumania                      | Viernes 20 de octubre de 2000      |
| Rusia                        | Jueves 3 de agosto de 2000         |
| Singapur                     | Jueves 22 de junio de 2000         |
| Sudáfrica                    | Viernes 4 de agosto de 2000        |
| Suecia                       | Miércoles 19 de julio de 2000      |
| Suiza                        | Miércoles 12 de julio de 2000      |
| Tailandia                    | Viernes 30 de junio de 2000        |
| Taiwán                       | Sábado 8 de julio de 2000          |
| Turquía                      | Viernes 13 de octubre de 2000      |
| Uruguay                      | Viernes 15 de septiembre de 2000   |
| Venezuela                    | Miércoles 20 de septiembre de 2000 |